# Apomecyna corrugata
Apomecyna corrugata är en skalbaggsart som beskrevs av Stefan von Breuning 1938. Apomecyna corrugata ingår i släktet Apomecyna och familjen långhorningar.
Artens utbredningsområde är Nigeria. Inga underarter finns listade i Catalogue of Life.